# The Eagle (film, 1915)
Pour plus de détails, voir Fiche technique et Distribution.
The Eagle est un film muet américain réalisé par Leon De La Mothe et sorti en 1915.

## Fiche technique
- Réalisation : Leon De La Mothe
- Scénario : Harry Mann, d'après son histoire
- Production : Carl Laemmle
- Pays d’origine :  États-Unis
- Langue originale : Film muet
- Format : noir et blanc — 35 mm — 1,33:1 — muet
- Date de sortie :
  - États-Unis : 2 septembre 1915

## Distribution
- Hobart Henley : Glynn Savoy
- Grace Thompson : Anna Harding
- Harry Mann : Dick Harding/The Eagle
- Ray Hanford